# 電腦水冷
電腦水冷系統，是使用水冷來為電腦散熱的系統。是指以高比热容的液體（比如水）作导热媒介，以協助帶走內部零件的熱量。

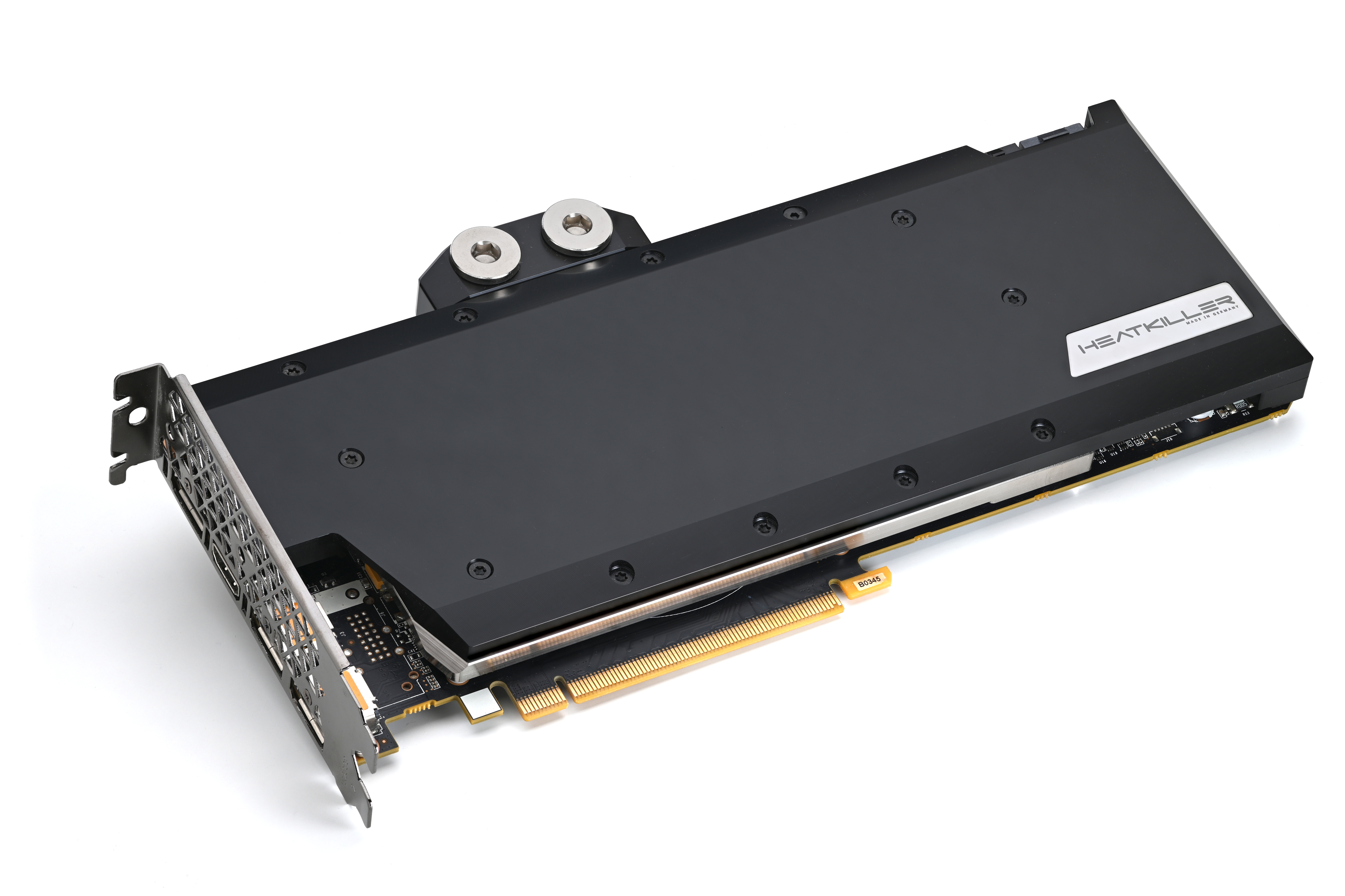
NVIDIA GeForce 10系列 GPU的waterblock

電腦水冷系統會比空氣冷卻的系統要複雜，需要泵浦、水可以流通的管路、將熱排到大氣的散热片和风扇。電腦水冷系統也可能會有冷卻液會從管路中漏出，腐蝕其他電子元件或是使其短路的風險。
CPU用水冷系統散熱的最大好處是熱可以從CPU傳到特別設計，有大面積冷卻表面的散热器，而不是從CPU本身較小、散熱效果不佳的引腳或是其表面散熱。至少從1982年的Cray-2超級電腦開始，就已設計使用不同流體來為電腦散熱，Cray-2是使用Fluorinert。自從1990年代起，一些電腦愛好者開始注意到用水冷為家用電腦散熱的方案，不過自從2000年代開始，出現Gigahertz等級時脈的電腦中，家用電腦水冷系統越來越受到注意，許多電腦廠商也開始為其高性能的系統設計水冷方案。
許多電腦元件都可以用水冷散熱，不過最主要用水冷散熱的元件會是中央处理器及圖形處理器。水冷系統會包括水封、水泵，以及將熱傳遞給空氣的熱交換器。水冷使用的風扇較大、速度較慢，可以降低電腦本身的噪音、提昇處理器的速度（超頻），或是在上述二者之間取得平衡。有時，電腦中的北橋、南橋、硬碟、隨機存儲記憶體、電壓調節模組甚至電源供應器也會用水冷系統冷卻。
電腦內部散熱器的大小不一：可能從40mm雙風扇（80mm）到140mm四風扇（560mm），厚度從30mm到80mm不等。散熱器風扇可能裝在散熱器的一邊，也可能二邊都裝。電腦外部的散熱器不會受電腦尺寸的限制，因此會比內部散熱器大很多。高級的水冷系統會在輸入及輸出水管處加上二個有橡膠墊圈的接口，讓外部散熱器可以放在遠離電腦的地方。

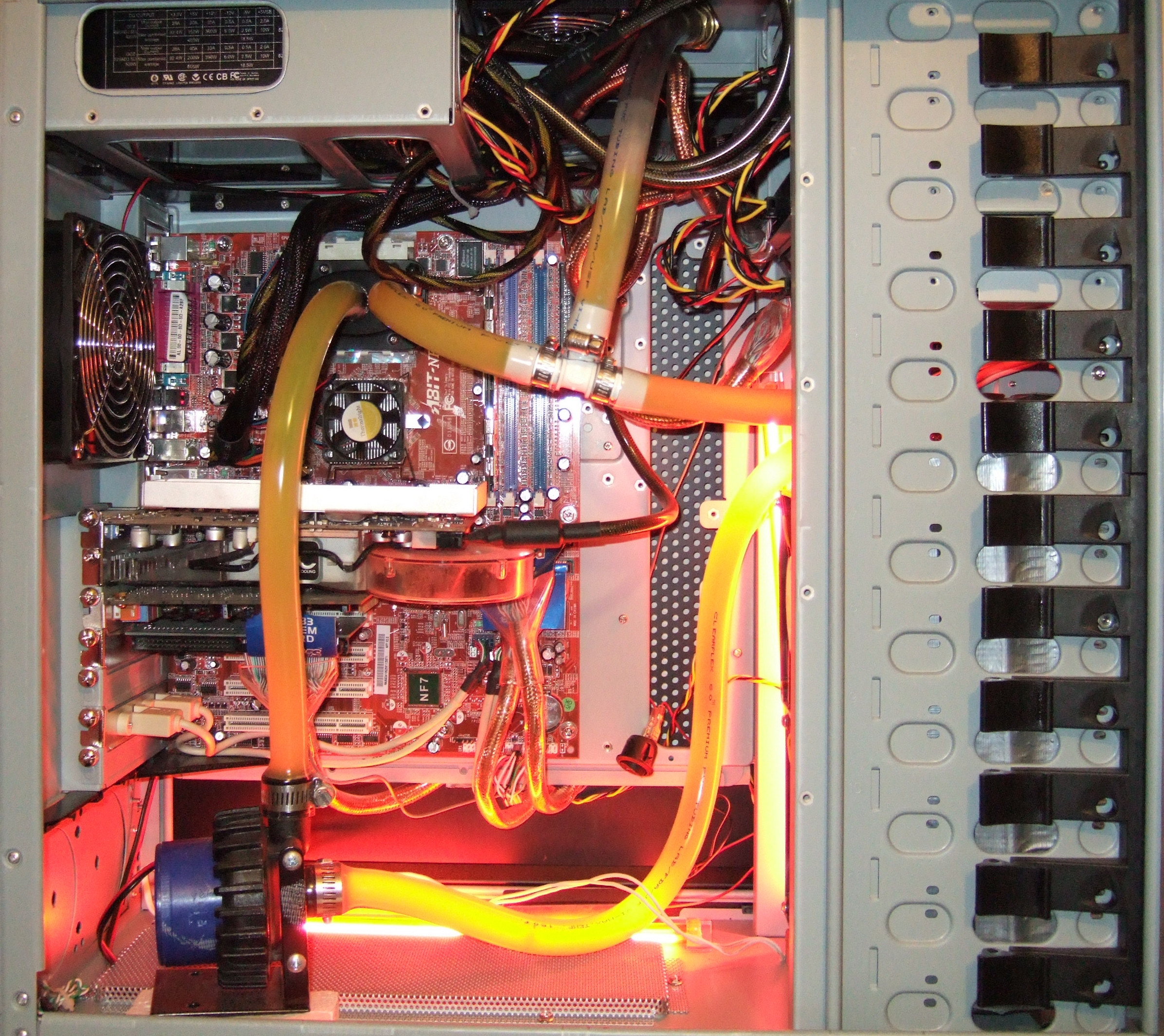
桌上型電腦的水冷系統，使用T-Line以及單水封

水冷管路中會用T-Line去除冷卻液中的氣泡。T-Line是由T接頭以及一段有蓋子的管路組成。這段管路是小型的儲液器，若氣泡經過T接頭時，也可以經由此管路而釋放此氣體。有蓋子的管路也可以用一個填充口配件蓋住，可以釋放氣體，也可以再填充冷卻液。
一直到1990年代末為止，桌上電腦的水冷系統都還是使用者自製的。多半會用汽車的引擎散熱片（甚至是汽車的加热器芯）、水族箱的泵、自製的water blocks、實驗室等級的PVC或矽膠管以及各種的儲液器（用塑膠瓶或其他透明容器製作）以及T-Line。最近，越來越多的公司製造尺寸小，可以放在電腦機殼內的小型水冷元件。而且CPU的散熱量越來越大，因此電腦水冷系統的使用量開始增加。
有些特製的超頻電腦會用蒸氣壓縮製冷或是熱電冷卻取代常見的標準熱交換器。蒸氣壓縮製冷中，水冷系統的冷卻液是直接由冷凝管來冷卻，此系統可以將冷卻液冷卻到低於室溫的溫度（標準熱交換器無法冷卻到如此的低溫），因此對電腦中發熱元件的散熱效果會更好。蒸氣壓縮製冷及熱電冷卻的缺點是需要的電力比標準熱交換器要多很多，而且因為低溫，冷卻液中需要加入防凍劑。而且需要使用隔熱材料，避免空氣中的水蒸氣在冷的表面凝結，造成對設備的損害，隔熱材料一般會包括水管周圍的保溫層，以及待冷卻元件周圍的氯丁橡膠墊。蒸氣壓縮製冷屬於相變的冷卻系統，日常會用到相變原理的設備有家用的除濕機或是冷氣機。
另一種可以讓元件冷卻到室溫以下，而且不需要防凍劑及隔熱管路的冷卻系統是熱電冷卻裝置（也稱為Peltier junction或pelt，得名自記錄此一現象的Jean Peltier），熱電冷卻裝置會放在待冷卻元件和水封之間。因為低於室溫的區域只在待冷卻元件的內部，只需要針對局部區域進行隔熱。其缺點是能量的耗散會比較大。
為了避免Peltier junction附近的水蒸氣凝結成水，造成損壞，需要有適當的隔熱，可以用矽氧環氧樹脂包裹。在零件的周圍用環氧樹脂包覆，避免空氣進入內部或是從內部排出。
Apple的Power Mac G5是第一款在標準配備中有水冷系統的主流桌上電腦（不過只在其時脈最快的機種）。Dell之後也在其XPS電腦中增加水冷系統，是用熱電冷卻來使冷卻液冷卻。Dell目前只有Alienware桌機有提供水冷系統。